# Нагрудний знак «За доблесну військову службу Батьківщині»
Почесний нагрудний знак Начальника Генерального штабу «За доблесну військову службу Батьківщині» — українська відомча нагорода, якою нагороджуються військовослужбовці Збройних Сил України.

## Історія нагороди
Заснована відповідно до наказу Начальника Генерального штабу — Головнокомандувача Збройних Сил України  № 136 від 24 червня 2006 року (зі змінами від 14.04.2008 № 41, від 01.09.2011 № 163).

## Положення про відзнаку
1. Почесним нагрудним знаком начальника Генерального штабу – Головнокомандувача Збройних Сил України “За доблесну військову службу Батьківщині” (далі – нагрудний знак) нагороджуються особи старшого та вищого офіцерського складу Збройних Сил України вагомий особистий внесок у розвиток Збройних Сил України, зразкове виконання військового обов’язку, самовідданість і стійкість, виявлені при проходженні військової служби.
2. Нагородження нагрудним знаком здійснюється за рішенням начальника Генерального штабу – Головнокомандувача Збройних Сил України у разі вислуги у Збройних Силах України не менше 20 календарних років з нагоди державних, професійних свят, ювілеїв військових частин (установ), особистих ювілеїв, звільнення з військової служби та в інших випадках.
У разі здійснення визначного вчинку військовослужбовець може бути поданий до нагородження нагрудним знаком без урахування вислуги років.
Нагрудним знаком, як правило, нагороджуються особи, які раніше нагороджувалися іншими почесними нагрудними знаками начальника Генерального штабу – Головнокомандувача Збройних Сил України.
3. Подання до нагородження нагрудним знаком здійснюється згідно з вимогами Порядку нагородження почесними нагрудними знаками начальника Генерального штабу – Головнокомандувача Збройних Сил України, затвердженого наказом Міністра оборони України.
4. Нагрудний знак носять з лівого боку грудей і розміщують після заохочувальних відзнак Міністерства оборони України.

## Опис відзнаки
Почесний нагрудний знак начальника Генерального штабу – Головнокомандувача Збройних Сил України «За доблесну військову службу Батьківщині» має вигляд лаврового вінка білого металу, перевитого у нижній частині стрічкою, на який накладено прямий рівносторонній хрест із розбіжними кінцями з розміщеними на ньому стилізованими зображеннями двох крил, якоря та схрещених мечів вістрям угору. У центрі хреста накруглому медальйоні – Знак Княжої Держави Володимира Великого. Сторони хреста покрито емаллю малинового кольору, медальйон – емаллю синього кольору. Медальйон має два пружки, між якими на білому емалевому тлі напис: «За доблесну військову службу Батьківщині».
Зображення крил, якоря, мечів, пружки хреста і медальйона – жовтого металу.
Всі зображення і напис рельєфні.
Розмір нагрудного знака: висота – 41 мм, ширина – 40 мм.
За допомогою вушка з кільцем нагрудний знак з’єднується з прямокутною колодкою, обтягнутою стрічкою.Розмір колодки: довжина – 45 мм, ширина – 28 мм. На зворотному боці колодки – застібка для прикріплення нагрудного знака до одягу.
Стрічка нагрудного знака шовкова муарова малинового кольору, по краях якої дві жовті і одна синя смужки. Ширина стрічки – 28 мм, ширина смужок – по 1,5 мм кожна.
Планка нагрудного знака являє собою металеву пластинку, обтягнуту відповідною стрічкою. Розмір планки: висота – 12 мм, ширина – 28 мм.

## Порядок носіння відзнаки
Почесний нагрудний знак начальника Генерального штабу — Головнокомандувача Збройних Сил України «За доблесну військову службу Батьківщині» носять з лівого боку грудей після державних нагород України та заохочувальних відзнак Міністерства оборони України або нижче них.